# ویلیام بوال فرانکلین
ویلیام بواِل فرانکلین (زاده ۲۷ فوریه سال ١٨٢٣ – مرگ ۸ مارس ۱۹۰۳) یک افسر ارتش ایالات متحده و فرمانده ارتش اتحادیه در طول جنگ‌های داخلی آمریکا بوده‌است. عمده فعالیت نظامی وی در آغاز جنگ داخلی در مأموریت دفاع از پایتخت واشینگتن سپری شد.